# Karl Toko Ekambi
Karl Toko Ekambi (ur. 14 września 1992 w Paryżu) – kameruński piłkarz, grający na pozycji napastnika w saudyjskim klubie Ettifaq FC oraz w reprezentacji Kamerunu. Złoty medalista Pucharu Narodów Afryki 2017. Brązowy medalista Pucharu Narodów Afryki 2021. Uczestnik Mistrzostw Świata 2022 oraz Pucharu Narodów Afryki 2019 i 2023.

## Kariera piłkarska
Swoją karierę piłkarską Toko Ekambi rozpoczął w klubie Paris FC. 26 kwietnia 2011 zadebiutował w jego barwach w trzeciej lidze francuskiej w zremisowanym 2:2 domowym meczu z AS Beauvais. W zespole Paris FC występował do końca sezonu 2013/2014.
Latem 2014 roku Toko Ekambi został zawodnikiem drugoligowego FC Sochaux-Montbéliard. Swój debiut w nim zaliczył 2 sierpnia 2014 w przegranym 0:1 domowym meczu z klubem US Orléans. W Sochaux spędził dwa lata.
W 2016 roku Toko Ekambi przeszedł do pierwszoligowego Angers SCO. Swój debiut w Angers zaliczył 29 października 2016 w przegranym 0:1 wyjazdowym spotkaniu z En Avant Guingamp.
W 2018 roku przeszedł do hiszpańskiego Villarrealu. Rozegrał 18 spotkań w lidze, w których strzelił 6 bramek i zaliczył 2 asysty. W styczniu 2020 został wypożyczony za 4 mln € do francuskiego Lyonu, który latem tego samego roku wykupił piłkarza za około 15 mln euro.
| Sezon   | Klub                   | Kraj      | Rozgrywki            | Mecze | Gole |
| ------- | ---------------------- | --------- | -------------------- | ----- | ---- |
| 2010/11 | Paris FC               | Francja   | Championnat National | 2     | 0    |
| 2010/11 | Paris FC B             | Francja   | CFA 2                | 8     | 2    |
| 2011/12 | Paris FC               | Francja   | Championnat National | 24    | 3    |
| 2012/13 | Paris FC               | Francja   | Championnat National | 13    | 4    |
| 2012/13 | Paris FC B             | Francja   | CFA 2                | 8     | 2    |
| 2013/14 | Paris FC               | Francja   | Championnat National | 26    | 14   |
| 2014/15 | FC Sochaux-Montbéliard | Francja   | Ligue 2              | 38    | 14   |
| 2015/16 | FC Sochaux-Montbéliard | Francja   | Ligue 2              | 34    | 11   |
| 2016/17 | Angers SCO             | Francja   | Ligue 1              | 31    | 7    |
| 2017/18 | Angers SCO             | Francja   | Ligue 1              | 31    | 7    |
| 2018/19 | Villarreal CF          | Hiszpania | Primera División     | 34    | 10   |
| 2019/20 | Villarreal CF          | Hiszpania | Primera División     | 18    | 6    |
| 2019/20 | Olimpique Lyon         | Francja   | Ligue 1              | 8     | 2    |
| 2020/21 | Olimpique Lyon         | Francja   | Ligue 1              | 35    | 14   |
| 2021/22 | Olimpique Lyon         | Francja   | Ligue 1              | 30    | 12   |

## Kariera reprezentacyjna
W reprezentacji Kamerunu Toko Ekambi zadebiutował 6 czerwca 2015 roku w wygranym 3:2 towarzyskim meczu z Burkina Faso.